# Claude Audran III
Claude Audran III (Lyon, 5 de agosto de 1658-París, 27 de mayo de 1734) fue un pintor y decorador francés. Enmarcado en el estilo Luis XIV, sus diseños influyeron en el desarrollo inicial del estilo rococó.

## Biografía
Era hijo del grabador Germain Audran (1631-1710) y de Jeanne Cizeron. Su hermano Gabriel fue pintor y escultor, y sus otros cuatro hermanos (Benoît, Jean, Louis y Antoine) fueron grabadores. Su tío Claude Audran II fue igualmente pintor, su tío Gérard Audran grabador y su abuelo, Claude Audran I, grabador. Claude III se especializó en pintura de arabescos, cuyos diseños fueron una de las fuentes que sentaron las bases estilísticas del rococó. Alcanzó la categoría de maestro en 1692. En 1696 entró al servicio de la Corona. Desde entonces recibió numerosos encargos oficiales, como la decoración del techo del palacio de Meudon, de las caballerizas del palacio de Versalles o las vidrieras de la capilla de Versalles.
En 1708 diseñó una serie de tapices para los Gobelinos (Los elementos, Las estaciones y Los meses grutescos). En 1712 creó el género de la tontisse, una especie de tapiz elaborado mediante la combinación de lanas de colores sobre tela recubierta de cola, unidos por estarcido.
El célebre pintor Jean-Antoine Watteau fue alumno suyo. En 1708 trabajaron juntos en el palacio de Luxemburgo.